# Barranquilla Fútbol Club
Barranquilla Fútbol Club es un club de fútbol de la ciudad de Barranquilla, Colombia, filial del Junior de Barranquilla. Fue fundado en 2005 y actualmente juega en la Categoría Primera B. Ejerce su localía en el Estadio Romelio Martínez aunque en algunas ocasiones ha jugado de local en el Estadio Metropolitano Roberto Melendez.
Como equipo filial, su principal función es la de servir de cantera del Junior, promocionando y forjando nuevos jugadores que nutran la primera plantilla.

## Historia
El Barranquilla Futbol Club fue constituido en la temporada 2005 al tomar la ficha dejada por el Johann Fútbol Club con el objetivo de competir en el Campeonato de ascenso de la División Mayor del Futbol Colombiano, DIMAYOR, abriendo un espacio en el fútbol profesional a los jóvenes de la región Caribe para el desarrollo de un proyecto de vida a través de la práctica de este deporte.
Un grupo de jóvenes empresarios barranquilleros encabezados por Arturo Char, hijo de Fuad Char, empresario de la costa y propietario del equipo de fútbol de Primera división, Junior, quienes teniendo en cuenta que Barranquilla no tenía un equipo en la Primera B del fútbol colombiano, decidieron darle a la ciudad una nueva alternativa.
Fue así como se integraron Alejandro Arteta Abello, Aquiles Mercado González, Alberto Acosta Manzur, Rafael Pineda Badel y Moisés Díaz Velásquez, quienes constituyeron la primera Junta Directiva del Barranquilla Futbol Club , presidida por el abogado barranquillero Alejandro Arteta Abello. Este grupo de dirigentes contó siempre con la asistencia y apoyo del dirigente Hernán Yunis Pérez. En la temporada 2008 se integra a la Junta Directiva del Club Ernesto Herrera Díaz Granados, quien preside el club desde ese año.
A lo largo de estos años el Barranquilla Futbol Club se ha destacado por ofrecer oportunidades de desarrollo integral a niños y jóvenes en condiciones de desventaja social y económica y por la formación y proyección de jugadores de fútbol virtuosos, talentosos y de talla internacional.
El Barranquilla Fútbol Club siempre ha estado muy apoyado deportiva y administrativamente por el Junior. Incluso quien fuera presidente del Junior, Alejandro Arteta, fue presidente del Barranquilla anteriormente.
A nivel aficionado ha desarrollado exitosas campañas, cumpliendo excelentes presentaciones en los torneos organizados por la Liga de Fútbol del Atlántico y en los campeonatos nacionales organizados por la Federación Colombiana de Futbol.
Deportivamente no ha ganado ningún título en la Primera B del fútbol Profesional colombiano. Su casa es el histórico estadio Romelio Martínez, antigua casa del Junior.
Es reconocido por ser la cantera de jugadores del Atlético Junior. De sus filas han salido jugadores para el equipo principal como Teófilo Gutiérrez, Carlos Bacca, Vladimir Hernández, Guillermo Celis, Luis Carlos Ruiz,Jossymar Gómez y Luis Fernando Díaz.

## Símbolos

### Escudo

Escudo de la ciudad de Barranquilla en el cual se inspiraba el antiguo logo del Barranquilla F.C.

Bandera de Barranquilla.

El borde del primer escudo del equipo estaba inspirado en el del blasón representativo de Barranquilla, al interior, sobre un campo de color borgoña, en la parte superior se inscribe la sigla B.F.C. (Barranquilla. Fútbol. Club.), en el medio se ubica la bandera de Barranquilla y debajo de esta un balón de fútbol (en clara alusión a la vocación deportiva del club).
Para la temporada 2017 el equipo modificó su escudo, se conservó la misma idea original respecto al borde pero se delineó de una manera sumamente estilizada; al interior se ubicó un borde blanco concéntrico y dos líneas curvas paralelas, con estas últimas se dividió el campo en tres franjas, una verde superior, una amarilla en el medio y una roja inferior, estando en la parte superior una estrella blanca de ocho puntas, elementos así dispuestos en clara alusión a la bandera de Barranquilla. En la franja del medio aparece inscrito en letras rojas la sigla B F C (Barranquilla Fútbol Club). En la parte inferior se ubicó un pentágono y algunas figuras geométricas irregulares al interior de un círculo blanco, lo cual recuerda el balón de fútbol que figuraba en el primer logo.

### Uniforme
- Uniforme titular:

| 2005 | 2015 | 2016 | 2017 | 2024 |

- Uniforme alternativo:

| 2014 | 2015 | 2016 | 2017 | 2024 |

- Uniforme Tercero:

| 2024 |

#### Patrocinio
| Patrocinio | Patrocinio            | Patrocinio     | Patrocinio     |
| Período    | Proveedor             | Patrocinador 1 | Patrocinador 2 |
| ---------- | --------------------- | -------------- | -------------- |
| 2005–2006  | Runic (marca          | Ninguno        | Ninguno        |
| 2007       | Wilson Sporting Goods | Atún Alamar    | Ninguno        |
| 2008–2009  | FSS                   | Atún Alamar    | Ninguno        |
| 2010–2013  |                       | Atún Alamar    | Ninguno        |
| 2013–2016  | Umbro (marca)         | Atún Alamar    | BRILLA         |
| 2016–2021  | New Balance           | Tierra Santa   |                |
| 2022–      | Sportik               | Betplay        |                |

## Infraestructura

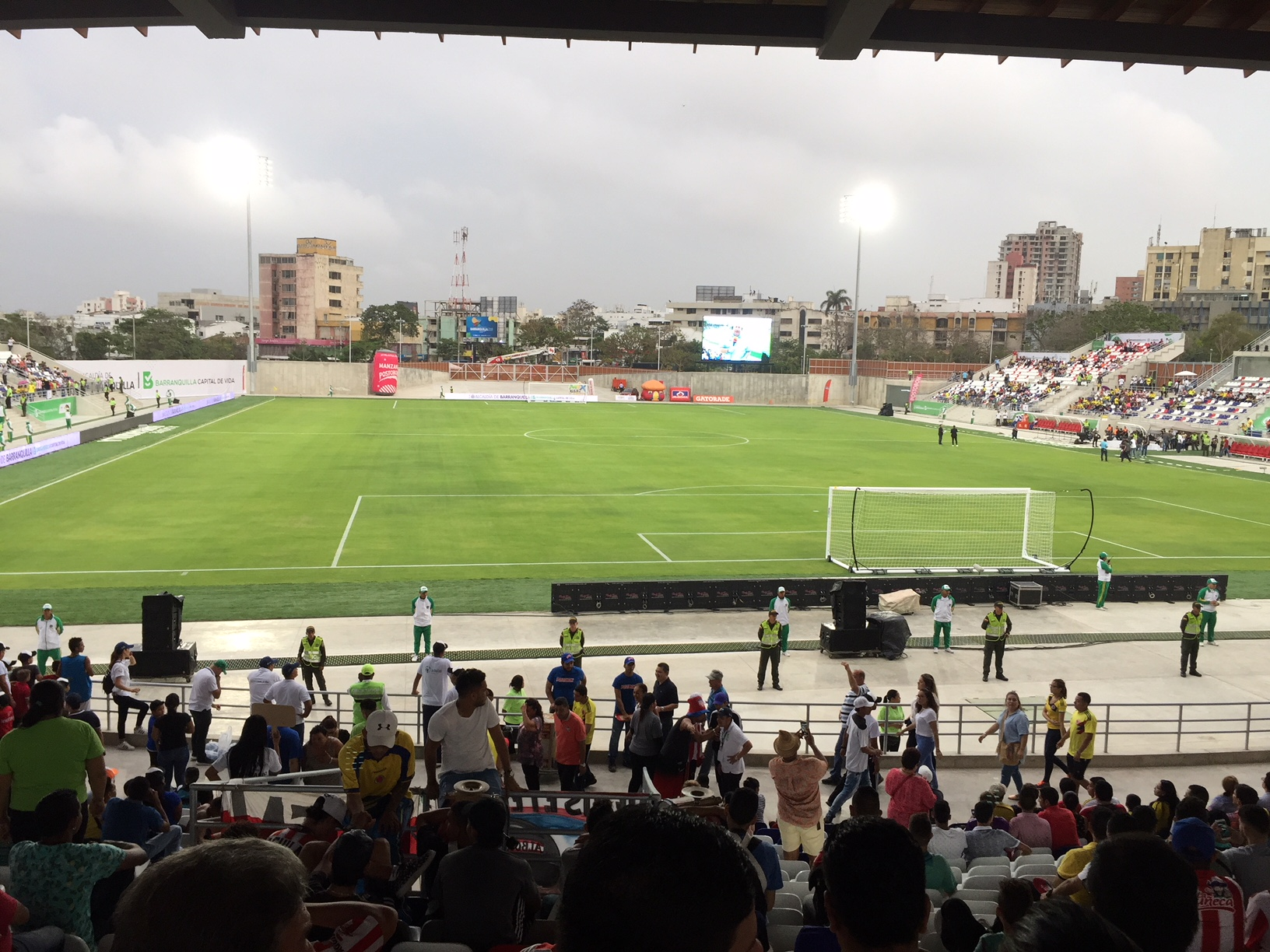

### Estadio
El estadio Romelio Martínez, con capacidad para 8.600 espectadores, es el estadio oficial del Barranquilla Fútbol Club desde su fundación. Fue construido en 1935 con motivo de los Juegos Nacionales que se celebraron en Barranquilla. Fue el estadio oficial del Junior desde 1935 hasta 1986 cuando este equipo se traslada al moderno y más amplio Estadio Metropolitano Roberto Meléndez.

### Sede deportiva Bomboná
Ubicada en jurisdicción del municipio de Malambo en el Área Metropolitana. Este complejo, se divide en dos partes: una tiene que ver con nueve habitaciones con capacidad para 27 futbolistas, y la segunda; un gimnasio con aire acondicionado, vestuarios para deportistas y entrenadores, cabinas médicas, oficinas, sala de reuniones y salón de televisión.

## Datos del club
- Temporadas en 1.ª: 0
- Temporadas en 2.ª: 18 (2005-presente).
- Mejor puesto en liga:

En Primera B: 1° (2017-II - Fase de todos contra todos).
En Primera B: 1° (2008-II - Fase de todos contra todos).
En Primera B: 4°(2019-I - Fase de todos contra todos).
- Peor puesto en liga:

En Primera B: 18°(2010, 2013-II, 2014-II).
Mayor goleada conseguida
0-5 a Alianza Petrolera el 15 de abril de 2007.
3-0 a Deportes Quindío el 11 de octubre de 2017.
Mayor goleada encajada
6-0 con Deportivo Cali el 23 de febrero de 2023.
5-0 con Cortuluá el 8 de marzo de 2023.
5-0 con Real Cartagena el 29 de mayo de 2013.
4-0 con Boyacá Chicó el 29 de julio de 2019.
2-5 con Unión Magdalena el 23 de octubre de 2020.
- Mayor cantidad de partidos ganados en Copa:: 6 victorias en 10 partidos (2008)
  - En Copa Colombia:
  - Mejor Puesto:
  - En Copa Colombia: Fase III (2018[24])[25][26][27]
- Máximo goleador en un torneo: Fredys Arrieta (21 goles).

## Jugadores

### Jugadores en selecciones nacionales
Nota: en negrita jugadores parte de la última convocatoria en sus respectivas selecciones.
| País                                       | Categoría | Jugador(es)                                                                         |
| ------------------------------------------ | --------- | ----------------------------------------------------------------------------------- |
| Colombia                                   | Sub-20    | Jhon Vélez, Carlos Cantillo, Reinaldo Fontalvo, Cristian Sarmiento, Steven Marriaga |
| Colombia                                   | Sub-17    |                                                                                     |
| Colombia                                   | Sub-15    | Jesús Manuel Díaz                                                                   |
| Datos actualizados el 17 de enero de 2022. |           |                                                                                     |

### Históricos del club
En su historia en el Barranquilla Fútbol Club ha proyectado hacia el fútbol profesional colombiano a jugadores que han continuado sus carreras con gran éxito en el fútbol internacional y con la selección de Colombia..

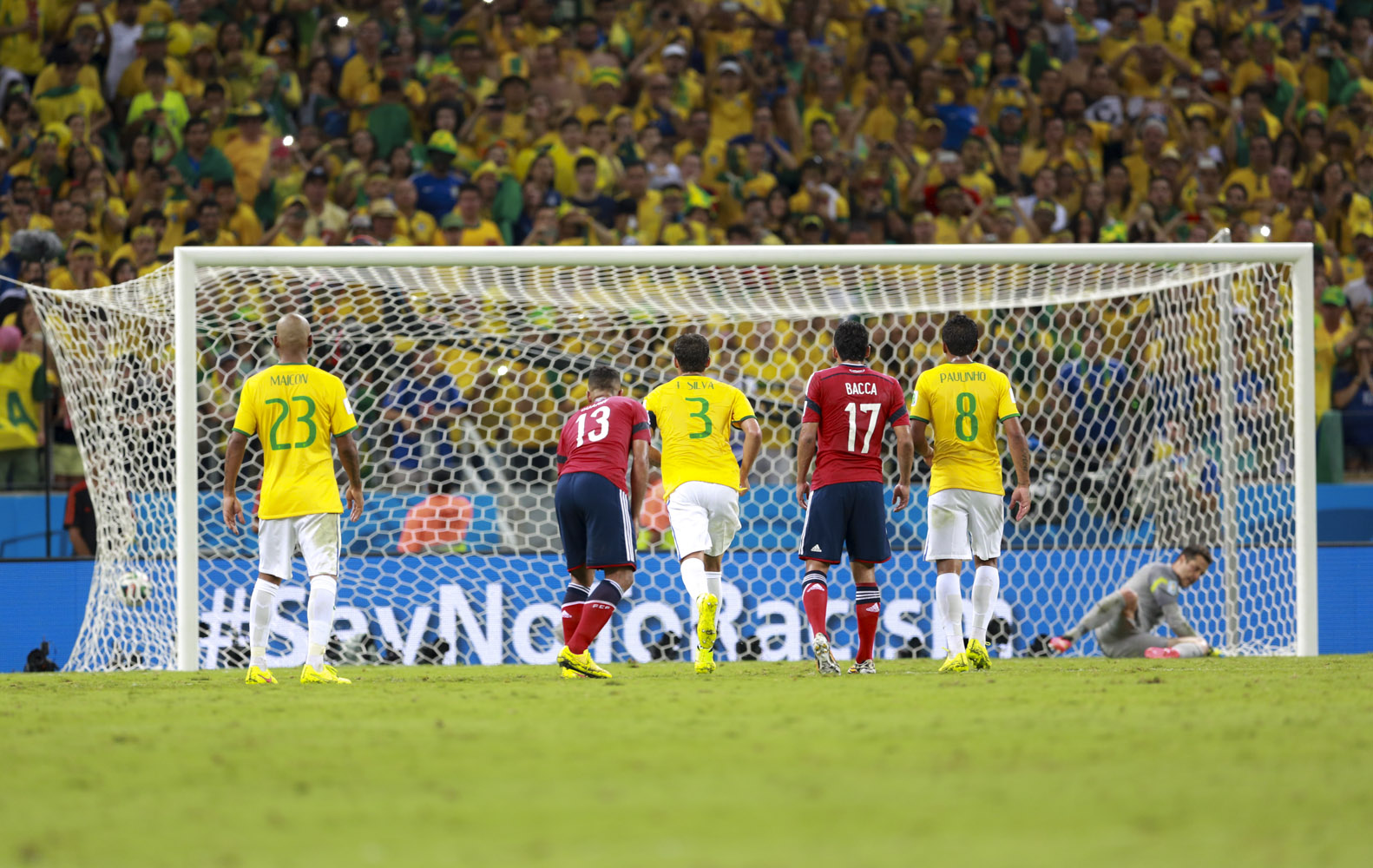
Bacca en el partido por cuartos de final de Brasil 2014 cuando James ejecutó el penal para Colombia.

- Carlos Bacca 4 veces botín de oro del fútbol colombiano en los años 2010 – 2011 y 2023 – 2024; goleador de la Copa Colombia en el año 2009 con el Junior. Triunfador en el fútbol de Europa con más de 100 goles anotados en las ligas de España, Italia y Bélgica. Figura de la Selección Colombia en la Copa América 2016. Fue escogido como el mejor jugador americano de la Liga Española 2013-14[29] y mejor jugador de la Europa League 2014-15.[30][28]

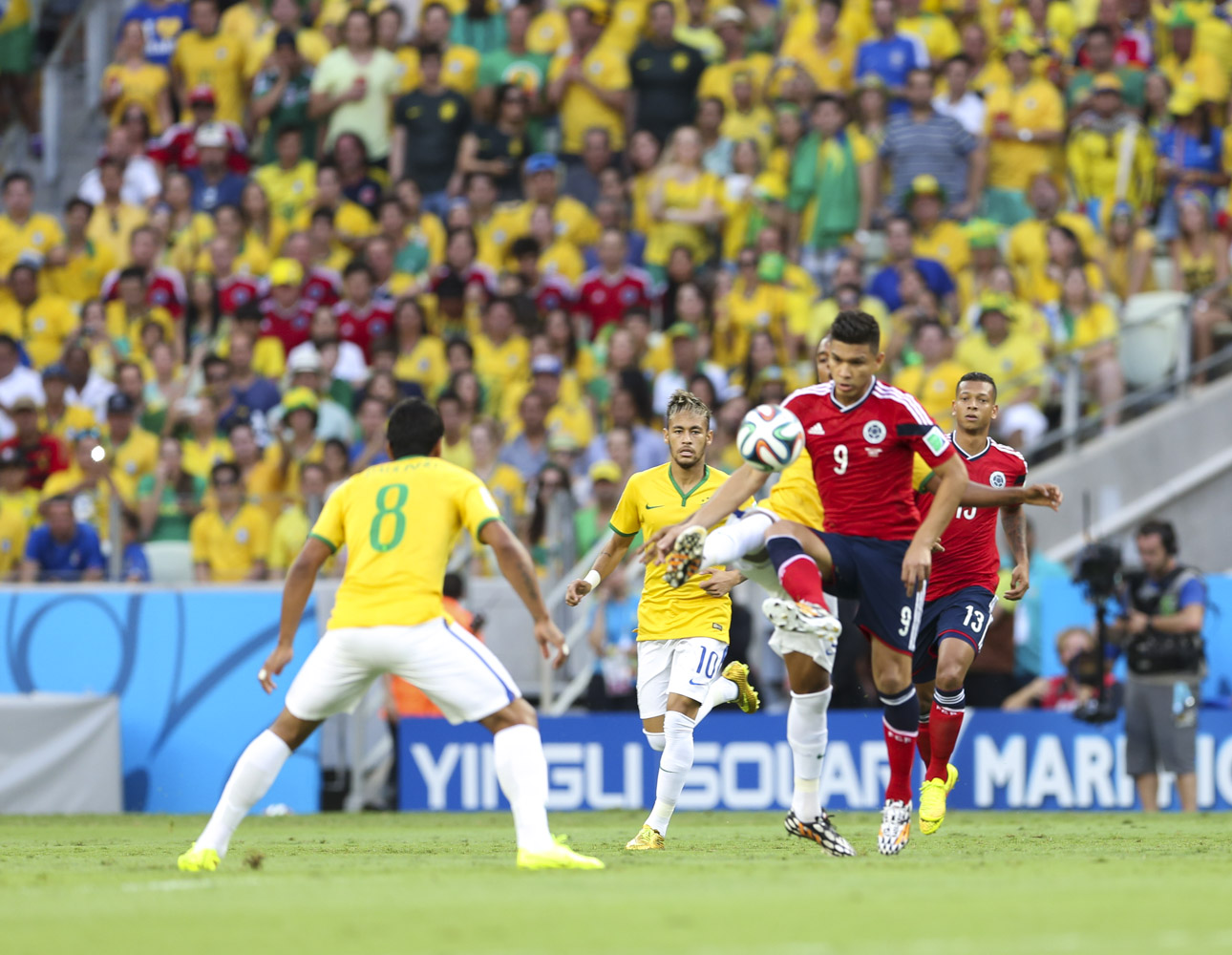
Teófilo en cuartos de final del Mundial Brasil 2014.

- Teófilo Gutiérrez: botín de oro del fútbol colombiano en el año 2009 con el Junior. Triunfador en el fútbol de Europa y en el fútbol argentino. Fue seleccionado como el mejor jugador de América en el año 2014.[31] Figura de la Selección Colombia en la Copa Mundo 2014.[28]

- Luis Carlos Ruiz: botín de oro del fútbol colombiano en el año 2013 con el Junior.[32] Fue transferido al equipo Shanghái Shenhua del fútbol Chino por US$4 millones. Campeón en Colombia 5 veces y campeón de Copa Libertadores 2016.[28]

- Guillermo Celis: Figura de la Selección Colombia preolímpica 2016 y del Junior donde ganó la Copa Colombia 2015. Transferido al Benfica de Portugal.[28][33]

- Vladimir Hernández: Figura de y uno de los máximos ganadores de títulos en el historia de Junior. Destacado como una de las figuras del fútbol colombiano.[28]

- Luis Díaz: Máximo goleador de la Copa América 2021 y trayectoria destacada en el F. C. Porto y el Liverpool F. C..

Otros jugadores que se han destacado en el fútbol colombiano son Carlos Rodríguez, Jossymar Gómez y Francisco Rodríguez, campeones con Junior en los años 2010 y 2011.

### Goleadores en Primera B
| Torneo | Jugador        | Premio         | Goles |
| ------ | -------------- | -------------- | ----- |
| 2006   | Fredys Arrieta | Botín de Plata | 21    |
| 2008   | Carlos Bacca   | Botín de Oro   | 14    |

Nota: * Botín compartido con otro jugador.

### Extranjeros
| Nacionalidad   | N.º | Jugadores                                           |
| -------------- | --- | --------------------------------------------------- |
| Brasil         | 3   | Felipe Texeira, Fabio Cascardo y Muriel Vasconcelos |
| Estados Unidos | 1   | Iván Luquetta                                       |
| Argentina      | 1   | Juan Aimar                                          |
| Suecia         | 1   | Kevin Aladesanmi                                    |

### Mundial Sub-20
| Turquía 2013 |                   |                  |
| Colombia     | Jair Mosquera     | Octavos de final |
| Polonia 2019 |                   |                  |
| Colombia     | Reinaldo Fontalvo | Cuartos de final |
| Colombia     | Luis Sandoval     | Cuartos de final |

### Sudamericano Sub-20
| Argentina 2013 |                   |                 |
| Colombia       | Jair Mosquera     | Campeón         |
| Ecuador 2017   |                   |                 |
| Colombia       | Luis Díaz         | 6° - Fase final |
| Colombia       | Gabriel Fuentes   | 6° - Fase final |
| Chile 2019     |                   |                 |
| Colombia       | Reinaldo Fontalvo | 4° - Fase final |
| Colombia       | Luis Sandoval     | 4° - Fase final |

### Esperanzas de Toulon
| 2013     |               |            |
| Colombia | Jair Mosquera | Subcampeón |

### Juegos Suramericanos
| Cochabamba 2018 |                   |        |
| Colombia        | Reinaldo Fontalvo | Bronce |

## Entrenadores
| #  | Entrenador       | Desde                   | Hasta                   | Partidos Dirigidos |
| -- | ---------------- | ----------------------- | ----------------------- | ------------------ |
| 1  | Fernel Díaz      | 8 de abril de 2005      | 20 de mayo de 2006      | 52                 |
| 2  | David Pinillos   | 15 de julio de 2006     | 8 de noviembre de 2008  | 106                |
| 3  | Alex de Alba     | 31 de enero de 2009     | 27 de octubre de 2010   | 92                 |
| 4  | Luis Grau        | 28 de enero de 2011     | 14 de octubre de 2012   | 92                 |
| 5  | Richard Garcés   | 2 de febrero de 2013    | 26 de mayo de 2013      | 28                 |
| 6  | Arturo Reyes     | 13 de julio de 2013     | 13 de mayo de 2017      | 162                |
| 7  | Roberto Peñaloza | 2 de julio de 2017      | 24 de junio de 2019     | 81                 |
| 8  | Everth Salas     | 25 de junio de 2019     | 26 de diciembre de 2019 |                    |
| 9  | Roberto Peñaloza | 26 de diciembre de 2019 | 5 de mayo de 2022       | 70                 |
| 10 | Arturo Reyes     | 12 de mayo de 2022      | 18 de noviembre de 2022 | 22                 |
| 11 | Nelson Flórez    | 22 de noviembre de 2022 | 28 de marzo de 2025     | 82                 |
| 12 | Grigori Méndez   | 28 de marzo de 2025     | 23 de julio de 2025     | 14                 |
| 13 | Dayron Pérez     | 23 de julio de 2025     | Actual                  | -                  |

## Palmarés

### Divisiones menores
| Competición                   | Títulos | Subcampeonatos |
| ----------------------------- | ------- | -------------- |
| Torneo ASEFAL (1/0):          | 2016.   |                |
| Supercopa Juvenil FCF (0/1):  |         | 2017.          |
| Campeonato Pre Juvenil (0/1): |         | 2015.          |